# Wotanismo
El wotanismo o wuotanismo, también Wotansvolk (nombre derivado de Wotan, nombre germano de Odín), es un conjunto de creencias vinculadas al Dios supremo de la mitología germánica y nórdica, Dios de sabiduría y guerra, el Altísimo Wotan. El movimiento wotanista que iniciaron Ron McVan, Katja Lane y principalmente David Lane, se define como una religión que afirma estar basada en las ideas de Carl Jung, el Hávamál, el supremacismo blanco y el trabajo en las prisiones.
Cabe incidir que la mayoría de grupos odinistas y asatruar del mundo no son racistas, y han realizado una labor en las prisiones que incluso ha sido definida como positiva por las autoridades penitenciarias. Pero David Lane dio un giro al concepto de wotanismo, al margen del tradicional discurso norteamericano patriótico sobre supremacismo blanco en la extrema derecha, con amplia aceptación entre las comunidades de la Nación Aria, estableciendo un profundo conflicto ideológico en la predominante identidad cristiana blanca, hacia un paganismo racialista. Por ese marcado perfil supremacista, la religión neo-pagana fue prohibida como opción en las prisiones de algunos estados norteamericanos. En otros casos, los mismos funcionarios de prisiones se negaban a aceptar la práctica grupal de los presos wotanistas.
Existe un concepto diferencial  entre odinismo y el concepto de wotanismo dentro del odinismo mayoritario y Ásatrú, y sus practicantes motivados racialmente que prefieren distinguirse a sí mismos como wotanistas. En palabras del propio Lane:

Prefiero el nombre de Wotanismo sobre Odinismo. Primero porque W.O.T.A.N. constituye un acrónimo perfecto para "Will of the Aryan Nation" ("La voluntad de la nación aria"). En segundo lugar porque Odín sólo recibe ese nombre en Escandinavia y Wotan en el resto del continente europeo, así que es más apropiado para la memoria de nuestros ancestros. Y por último porque es necesario escindirse de esos niñatos, embusteros y universalistas que usurparon el nombre de Odín.

David Lane definió las bases del wotanismo en los "88 preceptos", un ensayo sobre ley natural, religión y política, incluidas las pautas para asegurar, proteger, preservar y establecer imperativos territoriales blancos en América del Norte y Europa del Este, distribuyendo propaganda. Es una ampliación de las 14 palabras y su particular visión del odinismo.